# 西小路 (箕面市)
西小路（にししょうじ）は、大阪府箕面市の町名。現行行政地名は西小路一丁目から西小路五丁目。

## 地理
箕面市の南西部に位置し、東と北に箕面、西に桜と新稲、南に牧落、南西に百楽荘と接している。

## 世帯数と人口
2020年（令和2年）4月30日現在（箕面市発表）の世帯数と人口は以下の通りである。
| 丁目         | 世帯数    | 人口    |
| ------------ | --------- | ------- |
| 西小路一丁目 | 365世帯   | 772人   |
| 西小路二丁目 | 465世帯   | 853人   |
| 西小路三丁目 | 525世帯   | 1,156人 |
| 西小路四丁目 | 418世帯   | 939人   |
| 西小路五丁目 | 237世帯   | 474人   |
| 計           | 2,010世帯 | 4,194人 |

### 人口の変遷
国勢調査による人口の推移。
| 1995年（平成7年）  | 4,508人 | [ 5 ] |  |
| 2000年（平成12年） | 4,352人 | [ 6 ] |  |
| 2005年（平成17年） | 4,153人 | [ 7 ] |  |
| 2010年（平成22年） | 4,272人 | [ 8 ] |  |
| 2015年（平成27年） | 4,007人 | [ 9 ] |  |

### 世帯数の変遷
国勢調査による世帯数の推移。
| 1995年（平成7年）  | 1,781世帯 | [ 5 ] |  |
| 2000年（平成12年） | 1,822世帯 | [ 6 ] |  |
| 2005年（平成17年） | 1,769世帯 | [ 7 ] |  |
| 2010年（平成22年） | 1,930世帯 | [ 8 ] |  |
| 2015年（平成27年） | 1,833世帯 | [ 9 ] |  |

## 学区
市立小・中学校に通う場合、学区は以下の通りとなる（2014年6月時点）。
| 丁目         | 番・番地等               | 小学校             | 中学校             |
| ------------ | ------------------------ | ------------------ | ------------------ |
| 西小路一丁目 | 2番 4〜5番 8〜9番        | 箕面市立西小学校   | 箕面市立第一中学校 |
| 西小路一丁目 | 1番・3番 6〜7番 10番以降 | 箕面市立箕面小学校 | 箕面市立第一中学校 |
| 西小路二丁目 | 全域                     | 箕面市立箕面小学校 | 箕面市立第一中学校 |
| 西小路三丁目 | 全域                     | 箕面市立中小学校   | 箕面市立第五中学校 |
| 西小路四丁目 | 全域                     | 箕面市立箕面小学校 | 箕面市立第一中学校 |
| 西小路五丁目 | 全域                     | 箕面市立箕面小学校 | 箕面市立第一中学校 |

## 事業所
2016年（平成28年）現在の経済センサス調査による事業所数と従業員数は以下の通りである。
| 丁目         | 事業所数  | 従業員数 |
| ------------ | --------- | -------- |
| 西小路一丁目 | 9事業所   | 54人     |
| 西小路二丁目 | 36事業所  | 155人    |
| 西小路三丁目 | 71事業所  | 544人    |
| 西小路四丁目 | 33事業所  | 155人    |
| 西小路五丁目 | 33事業所  | 163人    |
| 計           | 182事業所 | 1,071人  |

## 交通
- 大阪府道43号豊中亀岡線

## 施設
- 箕面市役所
- 箕面警察署 牧落交番
- 箕面西小路郵便局[12]。

## その他

### 日本郵便
- 郵便番号 : 562-0003[3]（集配局：箕面郵便局[13]）。